# آدا ساري
آدا ساري (بالبولندية: Ada Sari)‏ هي معلمة موسيقى ومغنية ومغنية أوبرا بولندية، ولدت في 29 يونيو 1886 في غاليسيا في أوكرانيا، وتوفيت في 12 يوليو 1968 في Ciechocinek ‏ في بولندا.